# 星際之門 (電影)
《星際之門》（英語：Stargate）是一部于1994年发行的美國科幻電影，由狄恩·戴夫林及羅蘭·艾默瑞奇（Roland Emmerich）编剧，艾默瑞奇執导，寇特·羅素及占士·史碧達主演。
这部电影是《星际之门》系列的第一篇，设定了星际之门的开始和来源。

## 劇情
電影開始於1928年，Langford教授在埃及吉薩發現了一个巨大的古环。幾十年後，丹尼爾·傑克森博士（Dr. Daniel Jackson，占士·史碧達饰）原本是一个非常优异的埃及考古学家，但卻因他相信金字塔是和外星人有關，而被同僚排斥在考古界外。某天，一个叫Catherine Langford的考古學家（即Langford教授的女兒）私底下来找他，并要聘请他帮他揭开一个秘密。
原來她的雇主是美國軍方，而他們把正努力研究那个巨环。傑克森最後发现从这个环上的符号其实就是我们所熟悉的星座，而6个这样的符号可以代表一个在立体宇宙的一个点，或正确一点来说，是一个‘地方’。如果那个‘地方’刚好在一个星球上，那么那个点就代表那个星球在这个宇宙的方位。再加上第七个代表出发点的符号就变成了一条可以接通出发点和那个‘地方’的路线，而他们則可以通过巨环去到那个星球。傑克森把巨環的名字譯為星門。
美国空军上校傑克·奧尼爾（Jack O'Neil，寇特·羅素饰）和傑克森领导了一隊探险隊到Abydos星。电影中，宇宙中只有两个星门，即"Abydos"和地球的，所以这次任务就是要决定Abydos是否危险。如果是，就用原子弹毁坏那兒的星门以保护地球。(后来，该电影的衍生作品如《SG-1》解释了宇宙中有一整个星门网络，所以原来的任务是没用的。)
在Abydos上，奧尼爾的小队遇到了一班語言不通的人類。傑克森研究其圖騰，發現古埃及傳說中的太阳神拉（Ra，傑伊·戴維森飾，改編自拉）其實是外星人。幾千年前，拉把古埃及人當作奴隸，最後古埃及人忍無可忍，趕走了拉；拉逃走時，卻帶走了不少古埃及人用來作他的奴隸，而這班人就是那些古埃及人的後裔。拉令這些人活在恐惧下，好讓他們乖乖地为拉采矿。奧尼爾的小队和他们成了朋友，傑克森更和他們族長的女兒Sha'uri墜入愛河。並研究出他們的語言其實是地球上失傳千百年的一種古埃及語方言。
美軍等人伏擊拉的一名部下，讓礦工們瞭解到那些神明似的侍衛在護甲之下並非不死之身，成功激起他們的反抗意識。
美軍攻向星門周圍，但彈盡援絕而為拉的部下所敗，所幸礦工們以人海戰術淹沒剩餘的侍衛。部下死絕的拉發動金字塔形太空船預備離去。
傑克森原以為無法找全所有符號以啟動星門，但與Sha'uri一同在秘密洞穴中研究出正解。此時在奧尼爾能已啟動原子弹以毀滅一切，欲解除時才發現計時器卻被改造過而無法停止。正當奧尼爾束手無策的時候，突然靈機一動。他乾脆不解除原子彈，而是将原子彈直接送回了拉的太空船上。此法果然奏效，結果反過來炸死了已經飛往宇宙的拉，而所有的奴隶就這樣解放了。奧尼爾和他队中還在生的隊員回去地球，但傑克森則留下和埃及裔外星人生活。

## 評價
对它的评论各式各样。尽管有些批评家对这个动作导向的、靠特技吸引人的、开头有点慢、结尾糟糕的故事没留下印象，其他人对电影对陈腐的科幻背离和独特和机灵的背景故事印象深刻。特别的，虽然这次事件被私下解决了，Emmerich和Devlin仍然被以抄袭这个点子为由起诉。该电影获得了土星奖的“最佳科幻片”，而大衛·阿諾德（David Arnold）的配樂亦獲得BMI頒發的BMI电影音乐奖（BMI Film Music Award）。

## 續集
製片人原本有意將電影拍成三部曲，但是後來艾默瑞奇因改為專心經營《ID4》和《酷斯拉》兩部片而放棄了。。尽管这部电影没有拍大型電影續集，这个故事后来被艾默瑞奇和德夫林以外的编剧和开发者扩展成了長篇電視影集。
特别的是，艾默瑞奇和德夫林雖然因米高梅拥有该加盟经营的（一切）权利，而无法看到“他们”設想中的结局版本被制作出來，但卻仍然一直不承认《星際之門》的派生影集是原电影的有效续集。结果是，部分电影的影迷抵制剧集（反之亦然），但德夫林声明说他的计划是与衍生产品分开来写他自己的故事结局，因為沒人規定不能有2种版本的续集故事。

## 外部連結
- 官方网站
- 互联网电影数据库（IMDb）上《星際之門》的资料（英文）
- Box Office Mojo上的《星際之門 （页面存档备份，存于）》
- Stargate Wiki上的相关条目：《星際之門》
- AllMovie上《星際之門》的资料（英文）
- 爛番茄上《星際之門》的資料（英文）